# Farma Cold Comfort
Farma Cold Comfort (v anglickém originále Cold Comfort Farm) je britská filmová komedie z roku 1995, kterou natočil režisér John Schlesinger. Jde o televizní adaptaci románu Stelly Gibbonsové z roku 1932, která vznikla ve spolupráci BBC a Thames, ale našla si cestu i do amerických kin, když sám režisér zaplatil výrobu filmových kopií. Dne 11. června 1995 byl uveden na Filmovém festivalu v Seattlu a téměř o rok později, 10. května 1996 také do běžné americké kinodistribuce. Dne 1. září 2011 byl společností Intersonic vydán v ČR na levném DVD pod názvem Farma chabé útěchy.
Film vypráví příběh z počátku 20. století o vzdělané mladé ženě Floře Postové (Kate Beckinsale), která náhle osiří a odjede z Londýna ke svým příbuzným, svérázné rodině Starkadderů na jejich venkovské sídlo, aby zcela změnila jejich životy.

## Osoby a obsazení
| Kate Beckinsale     | Flora Postová                             |
| Sheila Burrellová   | Ada Doomová, Flořina prateta              |
| Eileen Atkinsová    | Judith Starkadderová, Flořina sestřenice  |
| Ian McKellen        | Amos Starkadder, kazatel a Juditin manžel |
| Ivan Kaye Seth      | Reuben Starkadder, Juditin syn            |
| Rufus Sewell        | Seth Starkadder, Juditin syn              |
| Maria Milesová      | Elfine Starkadderová, Juditina dcera      |
| Freddie Jones       | Adam Lambsbreath                          |
| Miriam Margolyesová | paní Beetleová, hospodyně                 |
| Joanna Lumleyová    | paní Mary Smilingová                      |
| Stephen Fry         | Mybug                                     |